# 吳逸民
吳逸民（1929年1月18日—2014年9月22日），臺灣史學家、企業主管，白色恐怖受難者。父親係吳三連，生於日本大阪，在日本東京就讀小學與初中，戰後返台就讀建國中學，1948年考入台灣大學經濟系，因同學歐振隆介紹加入「台灣民主自治同盟」，1952年受牽連被捕判刑10年入獄，入獄期間又因「新民會」案而遭判刑3年，前後遭關押及管訓13年，1964年出獄後服務於伊藤忠會社台北支店，長期以來對遭遇白色恐怖的過往噤聲，2011年擔任財團法人吳三連台灣史料基金會副董事長，晚年開始致力於台灣史史料研究，資助研究經費與集合許多專家學者，為填補台灣始終鮮為人知的空缺記憶作出很大的貢獻，2014年9月22日癌症病逝。

## 生平
吳逸民1929年生於日本大阪，父親為知名黨外運動人士吳三連，是吳三連長子，1932年由於吳三連應林獻堂之邀任《台灣新民報》編輯舉家返台，1933年因吳三連任《台灣新民報》東京局長，於是舉家赴日本東京長達12年，吳逸民在日本完成國小、國中學業，1944年12月由於美國開始執行東京大轟炸，為躲避戰火，吳三連安排舉家離開東京前往天津，吳逸民1945年畢業於天津日本中學校，戰後舉家返台定居於台北，1946年吳逸民進入建國中學就讀，1948年考入台灣大學經濟系。
1946年沈崇案發生後，國府聲望一落千丈，各地學潮不斷，而大學生甚至為支持共產主義遊行並瘋狂引為風尚，1947年二二八事件發生後，大量台籍菁英左傾，加上當時國府在中國戰事節節敗退，猶如風中殘燭，激起有志青年加入中共解放台灣的工作，當然也有少部分投機者認為國府不可能支撐太久，加以老台共如廖瑞發與回台後的蔡孝乾、張志忠本來在日治時期即與部分反日青年相結合，雙方在二二八事件後快速激盪，1947年後地下黨的組織快速膨脹。吳逸民口述表示，1947年二二八發生時曾應高二學長領導，包圍警察局搶武器，當時信仰馬克思及新民主主義是很普遍的事，而他則是屬於自由思想學生希望爭取民主的環境及思想言論自由，省工委台大法學院支部於1947年成立，吳逸民口述表示，會涉及台大法學院支部案是受同學歐振隆介紹加入中國共產黨的外圍組織「台灣民主自治同盟」，需經過半年觀察才能加入共產黨，但是沒多久蔡孝乾被捕變節，被告知：「停止活動，等待時機」。
1950年台大法學院支部遭破獲，李水井等人遭逮捕，蔡孝乾變節後，大量組織成員遭搜捕，1952年，台大經濟系張英傑自首，將歐振隆供出，而歐振隆則表示欲吸收吳崇慈及吳逸民加入組織，吳逸民因此被逮補，1952年遭國防部軍務局判處10年徒刑，後在獄中涉及「台灣軍人監獄在監馬時彥叛亂案」，刑期加長三年管訓，此事件據陳英泰表示，係一莫須有之獄內屠殺事件。
1964年出獄後服務於伊藤忠商事株式會社台北支店，前後服務17年退休，2011年擔任財團法人吳三連台灣史料基金會副董，由於基金會的資助與集合許多專家學者，完成許多白色恐怖口述歷史，為填補台灣始終鮮為人知的空缺記憶作出很大的貢獻，2014年9月22日癌症病逝。

### 平反
2018年12月7日，促進轉型正義委員會促轉三字第1075300145A號函文，公告受難者黃藻儒君等1505人應予平復司法不法之刑事有罪判決暨其刑，其中(41)安潔字第2448號/(47)警審更字第 1 號，有關吳逸民參加叛亂之組織/叛亂案之有罪判決暨其刑之宣告/保安處分之宣告正式撤銷。